# U.S. Route 83
U.S. Route 83 är en av de längsta nord-sydliga vägarna i USA. Vägen är 3 048 km lång och numrerades 1926.
Route 83 börjar vid Westhope i North Dakota vid gränsen till Kanada, där den ansluter till den kanadensiska vägen Manitoba provincial highway 83. Vägen går söderut genom delstaterna North Dakota, South Dakota, Nebraska, Kansas, Oklahoma och Texas, och slutar i Brownsville, Texas vid Veteran's International Bridge som korsar gränsen till Mexiko.